# Jan Holásek
Jan Holásek (* 16. listopadu 1972 Hradec Králové) je český advokát, od roku 2020 senátor za obvod č. 45 – Hradec Králové, v letech 2020 až 2024 zastupitel Královéhradeckého kraje, od roku 2018 zastupitel města Hradec Králové, v roce 2022 založil hnutí ROZVÍJÍME HRADEC.

## Život
Vystudoval Právnickou fakultu Univerzity Karlovy v Praze (získal titul Mgr., JUDr.). Absolvoval také pregraduální studium ve Velké Británii (získal titul Diploma in Law and Politics) a postgraduální studium v USA na New York University School of Law (získal titul LL.M.). Je rovněž absolventem Diplomatické akademie v Praze.
Od roku 1994 do roku 2000 působil jako advokátní koncipient, advokát a společník v přední české advokátní kanceláři Kocián Šolc Balaštík. V roce 2001 se stal zakládajícím společníkem přední česko-slovenské advokátní kanceláře Havel, Holásek & Partners, ve které působil na pozici partnera a seniorního právníka (v letech 2001–2017). V letech 2018-2021 se věnoval investičnímu projektu v oblasti nemovitostí. Od roku 2021 vykonává advokacii v přední české advokátní kanceláři HKWD HOLASEK, advokátní kanceláři s pobočkami v Praze a Hradci Králové. V právní praxi se zaměřuje na problematiku nemovitostí a stavebnictví, dostupného bydlení, financování nemovitostních projektů, obchodně závazkovým vztahům, komplexnímu právnímu poradenství při investičních projektech a mezinárodním obchodním transakcím.
Jan Holásek je rovněž spolumajitelem a členem investiční komise první specializované české realitní crowdfundingové platformy Upvest umožňující investování do nemovitostních projektů pro širokou veřejnost.
Jan Holásek se v rámci své právní praxe věnuje rozhodcovské činnosti, je rozhodcem u Rozhodčího soudu u Hospodářské a Agrární komory České republiky se zaměřením na oblast nemovitostí a stavebnictví. Působí rovněž jako člen Kontrolní rady České advokátní komory. Je členem české, slovenské a mezinárodní advokátní komory. Je rovněž členem Asociace pro rozvoj trhu s nemovitostmi a Společnosti pro stavební právo.
Jan Holásek žije v Hradci Králové. Má jednoho syna. Mezi jeho koníčky patří cestování, moderní architektura a vodní sporty.

## Politické působení
Ve volbách do Senátu PČR v roce 2016 kandidoval jako nestraník za hnutí Nestraníci v obvodu č. 16 – Beroun. Jeho kandidaturu podporovaly také Strana zelených, KDU-ČSL a Česká pirátská strana. Se ziskem 16,17 % hlasů skončil na 3. místě a do druhého kola nepostoupil.
V komunálních volbách v roce 2018 byl jako nestraník za Hradecký demokratický klub zvolen do zastupitelstva Hradce Králové.
Ve volbách do Senátu PČR v roce 2020 kandidoval jako nestraník za Hradecký demokratický klub, TOP 09, Zelené, LES, hnutí SEN 21 a hnutí Změna v obvodu č. 45 – Hradec Králové. V prvním kole získal 16,91 % hlasů, a postoupil tak ze 2. místa do druhého kola, v němž porazil kandidáta hnutí ANO 2011 Jiřího Maška poměrem hlasů 70,23 % : 29,76 %, a stal se tak senátorem.
V Senátu je členem Senátorského klubu SEN 21 a Piráti, Stálé komise Senátu pro práci Kanceláře Senátu, je rovněž ověřovatelem Senátu a místopředsedou Ústavně-právního výboru a Stálé komise Senátu pro Ústavu České republiky a parlamentní procedury.
V krajských volbách v roce 2020 byl zvolen jako nestraník za HDK zastupitelem Královéhradeckého kraje, když kandidoval za subjekt „Spojenci pro Královéhradecký kraj“ (tj. TOP 09, HDK, LES). Na kandidátce původně figuroval na 12. místě, ale vlivem preferenčních hlasů skončil třetí. Ve volbách v roce 2024 však již nekandidoval.
V komunálních volbách v roce 2022 znovu kandidoval do zastupitelstva Hradce Králové, tentokrát však jako lídr hnutí ROZVÍJÍME HRADEC, kterému od 7. července 2022 předsedá. Mandát zastupitele města obhájil. Dne 16. listopadu 2022 byl zvolen členem Výboru pro územní plánování, investice a rozvoj města.

## Názory
V rámci svých politických aktivit se Jan Holásek věnuje problematice velkých městských investic a rozvoji města v návaznosti na jeho kulturní i přírodní dědictví. Zajímá se o moderní a současnou architekturu a její využití ve prospěch společenské a kulturní obce. Dále se zabývá problematikou nedostatku dostupného bydlení, kterou chce řešit formou výstavby nájemních a družstevních bytů pod investicí města ve spolupráci soukromého a veřejného sektoru, který podporuje regionální aktivity na Hradecku.

## Další aktivity
Jan Holásek se rozsáhle věnuje filantropickým a veřejně prospěšným projektům. Je podporovatelem mezinárodního festivalu pouličních soch Sculpture Line přispívajícího ke zlepšování veřejného prostoru ve městech a obcích. Dlouhodobě spolupracuje, je podporovatelem Nadace Via, která je zaměřena na podporu regionálních komunitních projektů. Je podporovatelem festivalu architektury Architecture Week a dětského spolku Hravý architekt. Filantropickým aktivitám se rovněž věnuje v rámci aktivit Rotary clubu International a podpory Nadačního fondu nezávislé žurnalistiky. Založil Bezplatné centrum právního a finančního poradenství, které lidem zdarma poskytuje základní radu ve složitých právních a finančních záležitostech. V Hradci Králové podporuje místní organizaci Paměť národa a je členem jejího kolegia. Je členem správní rady Univerzity Hradec Králové.